# آنری لاپاژ
آنری لاپاژ (فرانسوی: Henri Lepage‎; ۳۰ آوریل ۱۹۰۸ – ۲۶ اکتبر ۱۹۹۶) شمشیرباز اهل فرانسه بود.
وی در مسابقات کشوری و بین‌المللی در مجموع برندهٔ ۱ مدال طلا شده‌است.